# Curtis LeMay
Curtis Emerson LeMay (Columbus, 15 de novembro de 1906 – Condado de Riverside, 1 de outubro de 1990) foi um general da Força Aérea dos Estados Unidos e candidato a vice-presidente dos Estados Unidos, em 1968, pelo Partido Independente Americano, na chapa do ex-governador do Alabama, George Wallace, seu comandado durante a Segunda Guerra Mundial.
LeMay era um dos grandes 'falcões' das forças armadas norte-americanas, tendo servido na Segunda Guerra como planejador e implementador do programa tático de bombardeios aéreos no teatro do Pacífico. Depois da guerra, durante a Guerra Fria, ele foi o principal organizador da ponte aérea para Berlim, no período em que ela teve seu acesso por terra bloqueado pelos soviéticos, e reorganizou o Comando Aéreo Estratégico (SAC), dotando-o de meios efetivos de levar a cabo uma guerra nuclear.

## Carreira
Durante a Segunda Guerra, LeMay comandou esquadrões de B-17s em missões de bombardeios sobre a Alemanha antes do desembarque na Normandia, em 1942 e 1943, e transferido para o Pacífico, foi o tático idealizador dos bombardeios noturnos incendiários em massa e a baixa altitude, que destruíram e transformaram em cinzas as cidades japonesas, com residências basicamente feitas de papel e madeira,  em 1944 e 1945, incluindo o famoso bombardeio incendiário de Tóquio em 10 de março de 1945, feito com bombas de fósforo, que matou 100 mil civis, incendiou 250 mil construções e incinerou 41 km² da cidade.

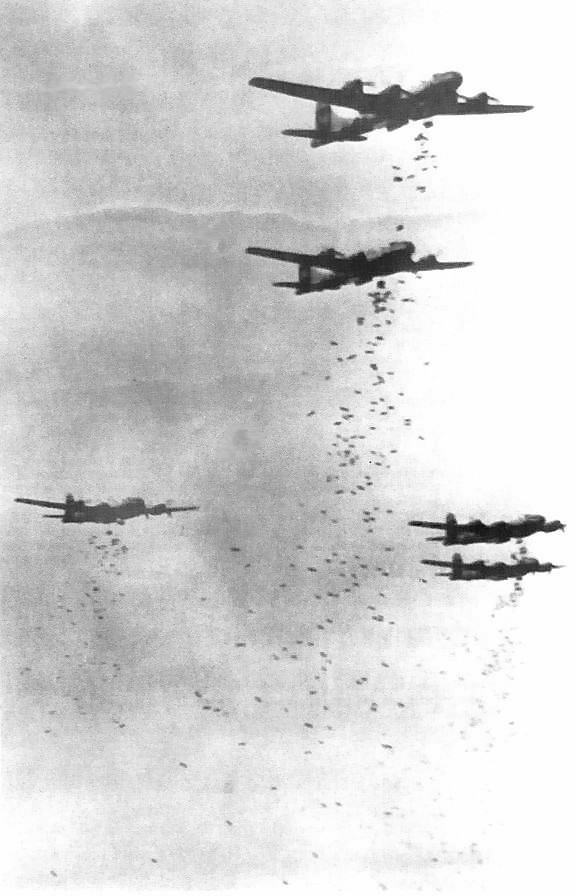
Formação maciça de B-29s bombardeia o Japão em baixa altitude com bombas incendiárias, tática de destruição total que tornou Curtis LeMay famoso na Segunda Guerra Mundial.

Após a guerra, LeMay serviu brevemente no Pentágono, sendo depois enviado para a Europa, onde comandou o planejamento da ponte aérea dos aliados em 1948, para a Berlim bloqueada por terra pelos soviéticos. Durante onze meses, os aviões aliados de carga transportaram para a cidade, em 213 mil voos, o equivalente a 1,7 milhões de toneladas de mantimentos e combustível, impedindo a população civil de morrer de fome e a estrutura da cidade de entrar em colapso. Com o fracasso do bloqueio - que visava a fazer os aliados abandonarem Berlim - os soviéticos abriram novamente as estradas.
De volta aos EUA, foi empossado como chefe do comando Aéreo Estratégico (SAC) entre 1949 e 1957, em plena Guerra Fria, quando modernizou e treinou a frota aérea de bombardeiros norte-americanos para uma eventual guerra nuclear com a União Soviética.
Uma de suas mais polêmicas declarações se deu durante a Crise dos mísseis de Cuba, em outubro de 1962, quando, como chefe do estado-maior da força aérea, teve grandes discussões com o presidente Kennedy e o secretário de defesa Robert McNamara, ao enfatizar que Cuba deveria ser bombardeada nuclearmente e os Estados Unidos deveriam ir à guerra contra a União Soviética. Mesmo após os soviéticos retirarem os mísseis que haviam instalado em território cubano e preferirem uma solução pacífica para a situação, LeMay chamou o episódio, que quase levou o mundo a uma guerra nuclear, de "a maior derrota de nossa história".
Com sua discordância com o tipo de bombardeio limitado usado no Vietnã, nos primeiros anos de guerra, devido aos receios do governo Johnson de que uma escalada geral nestes ataques, advogada por LeMay, pudesse causar reação dos soviéticos e chineses, mostrada através de uma oposição pública constante, LeMay acabou sendo forçado a se retirar da carreira militar em fevereiro de 1965 e voltou suas atenções para a carreira política.

## Política

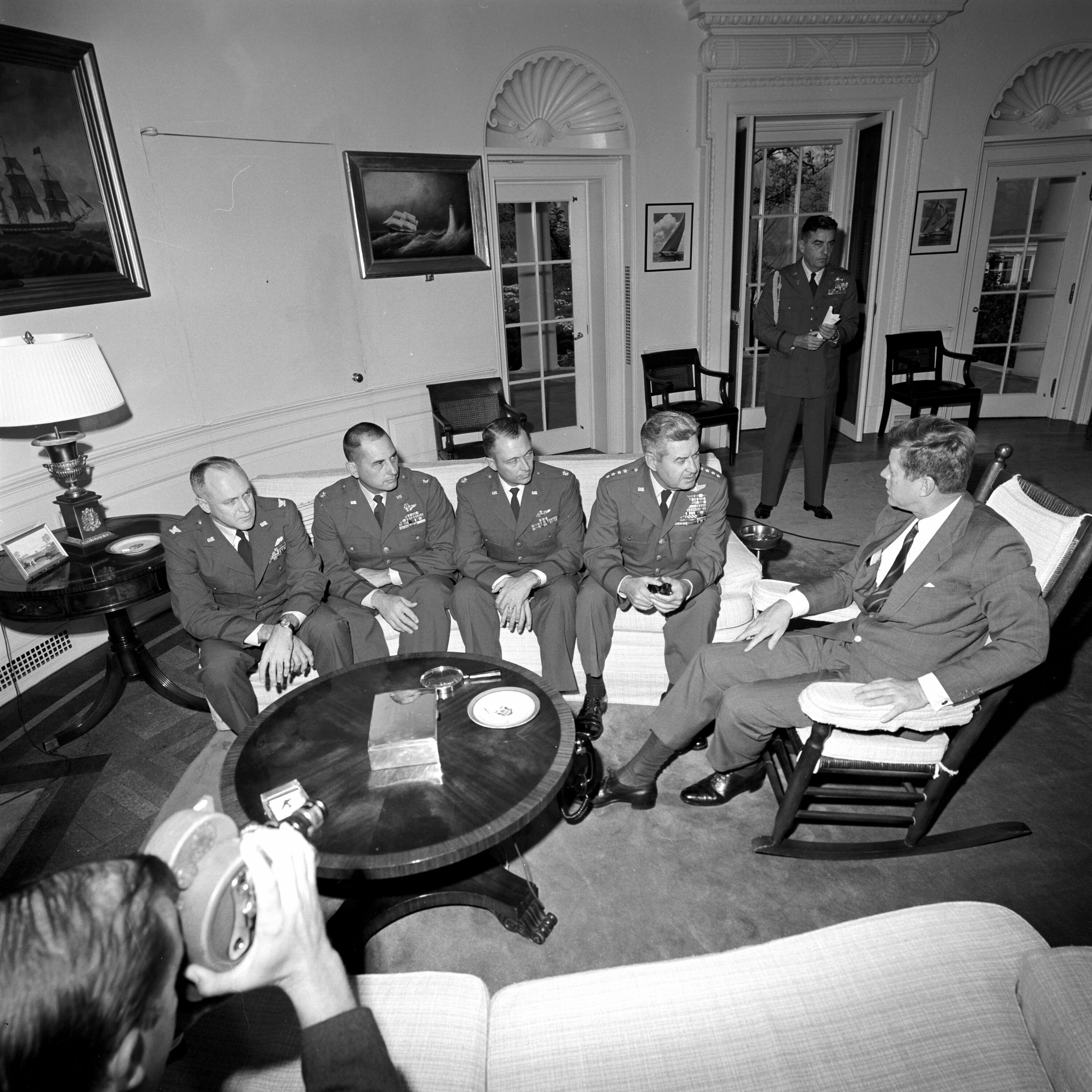
LeMay sentado perto do presidente John F. Kennedy durante a Crise dos mísseis de Cuba, em 1962.

Em 1968, LeMay mudou-se para a Califórnia e foi convidado por conservadores republicanos do estado a disputar a cadeira para o Senado do partido com um candidato moderado, mas declinou do convite. Pouco depois, convidado por George Wallace, governador do Alabama, a ser seu companheiro de chapa por um partido independente na eleição presidencial, em princípio declinou do convite, por apoiar a candidatura de Richard Nixon. Com o desenrolar da campanha, entretanto, se convenceu de que Nixon, se eleito, procuraria fazer uma política conciliatória com os soviéticos e aceitar uma paridade nuclear, abrindo mão de manter a superioridade americana, e isso o levou a aceitar o convite de Wallace, entrando na campanha do governador, como candidato a vice-presidente.
Entretanto, a fama de Wallace, notório segregacionista do Alabama, tachado de racista pela mídia americana, contaminou LeMay, que se viu envolvido em acusações de racismo, apesar de ter sido um dos grandes responsáveis pela dessegregação dentro das forças armadas do país. Wallace e LeMay obtiveram 13,5% dos votos nas eleições, a maior votação já conseguida por um terceiro partido nos EUA, mas não o suficiente para impedir Nixon de se tornar o 37º Presidente dos Estados Unidos.
Derrotado na eleição, LeMay voltou para a vida privada, declinando outros convites para permanecer na política e passando a cuidar de projetos sociais, falecendo em 3 de outubro de 1990 na base aérea de Marsh, na Califórnia.